# Kepler-50b
Kepler-50b es uno de los dos planetas que forman el sistema planetario extrasolar de la estrella Kepler-50 situado en la constelación del Cisne. Fue descubierto en el año 2012 por el método de tránsito astronómico por el satélite Kepler.